# SV Meppen
Sportverein Meppen 1912 – niemiecki klub piłkarski z siedzibą w mieście Meppen. Obecnie gra w Regionalliga Nord.

## Historia
Sport-Verein Meppen 1912 e.V. został założony 29 listopada 1912 jako Amisia Meppen. 8 lutego 1920 klub dokonał fuzji z Männer-Turnverein Meppen tworząc TuS Meppen 1912. Rok później doszło do rozłączenia klubów i samodzielnej działalności SV Meppen.
Meppen przez wiele lat występował na poziomie regionalnym – Oberligi i Regionalligi, które wówczas były odpowiednikiem drugiej ligi. W 1987 klub po raz pierwszy awansował do 2. Bundesligi. W 2. Bundeslidze SV Meppen występowało przez kolejnych jedenaście lat.
Po spadku klub przez dwa lata występował w Regionallidze. W 2000 Meppen spadło do Oberligi (IV liga). W 2008 w wyniku reformy rozgrywek pozostał w Oberlidze (V liga). W 2011 klub powrócił do Regionalligi.

## Sukcesy
- 11 sezonów w 2. Bundeslidze: 1987-1998.

## Piłkarze

### Obecny skład
| Nr | Poz. | Piłkarz                 |
| -- | ---- | ----------------------- |
| 1  | BR   | Jeroen Gies             |
| 3  | OB   | Janik Jesgarzewski      |
| 4  | OB   | Yannick Osée            |
| 6  | OB   | Marco Komenda           |
| 7  | OB   | Hassan Amin             |
| 8  | PO   | Thilo Leugers (kapitan) |
| 9  | NA   | Deniz Undav             |
| 10 | PO   | Luka Tankulić           |
| 11 | PO   | Marcus Piossek          |
| 12 | BR   | Matthis Harsman         |
| 14 | PO   | Willi Evseev            |
| 15 | OB   | Markus Ballmert         |
| 16 | PO   | Florian Egerer          |

| Nr | Poz. | Piłkarz            |
| -- | ---- | ------------------ |
| 17 | NA   | Max Kremer         |
| 18 | NA   | René Guder         |
| 19 | NA   | Valdet Rama        |
| 20 | NA   | Markus Kleinsorge  |
| 21 | PO   | Leonard Bredol     |
| 22 | OB   | Steffen Puttkammer |
| 25 | PO   | Nicolas Andermatt  |
| 26 | NA   | Julius Düker       |
| 27 | OB   | David Vržogić      |
| 29 | NA   | Hilal El-Helwe     |
| 30 | NA   | Ted Tattermusch    |
| 32 | BR   | Erik Domaschke     |

### Reprezentanci kraju grający w klubie
| - Hassan Amin - Jasen Petrow - Ervin Fakaj - Valdet Rama - Peter Fieber - Rainer Rauffmann - Marko Myyry | - Pascal Ojigwe - Josephus Yenay - Hilal El-Helwe - Lamine Conteh - Paul Caligiuri - Ferydoon Zandi |

## Trenerzy klubu
- Miroslav Votava (1998–1999)